# Джордан Ноббс
Джордан Ноббс (англ. Jordan Nobbs, нар. 8 грудня 1992) — англійська футболістка, півзахисниця англійського клубу «Астон Вілла» і збірної Англії.